# OFC 여자 네이션스컵
OFC 여자 네이션스컵(OFC Women's Nations Cup)는 오세아니아 축구 연맹(OFC)의 주관으로 개최되는 여자 축구 국가 대항전이다. 과거 2010년까지 OFC 여자 축구 선수권 대회(OFC Women's Championship)로 불렸다. 이 대회는 FIFA 여자 월드컵의 오세아니아 지역 예선을 겸한다.

## 역대 대회
| 연도          | 개최국         | 우승           | 점수          | 준우승         | 3위            | 점수                   | 4위                |
| 1983년 자세히 | 누벨칼레도니   | 뉴질랜드       | 3 – 2 (연장)  | 오스트레일리아 | 누벨칼레도니   | (라운드 로빈)          | 피지               |
| 1986년 자세히 | 뉴질랜드       | 중화 타이베이  | 4 – 1         | 오스트레일리아 | 뉴질랜드       | 0 – 0 (승부차기 3 – 1) | 뉴질랜드 B팀       |
| 1989년 자세히 | 오스트레일리아 | 중화 타이베이  | 1 – 0         | 뉴질랜드       | 오스트레일리아 | (라운드 로빈)1         | 오스트레일리아 B팀 |
| 1991년 자세히 | 오스트레일리아 | 뉴질랜드       | (라운드 로빈) | 오스트레일리아 | 파푸아뉴기니   | (없음)                 | (3개 팀이 참가)    |
| 1994년 자세히 | 파푸아뉴기니   | 오스트레일리아 | (라운드 로빈) | 뉴질랜드       | 파푸아뉴기니   | (없음)                 | (3개 팀이 참가)    |
| 1998년 자세히 | 뉴질랜드       | 오스트레일리아 | 3 – 1         | 뉴질랜드       | 파푸아뉴기니   | 7 – 1                  | 피지               |
| 2003년 자세히 | 오스트레일리아 | 오스트레일리아 | (라운드 로빈) | 뉴질랜드       | 파푸아뉴기니   | (라운드 로빈)          | 사모아             |
| 2007년 자세히 | 파푸아뉴기니   | 뉴질랜드       | (라운드 로빈) | 파푸아뉴기니   | 통가           | (라운드 로빈)          | 솔로몬 제도        |
| 2010년 자세히 | 뉴질랜드       | 뉴질랜드       | 11 – 0        | 파푸아뉴기니   | 쿡 제도        | 2 – 0                  | 솔로몬 제도        |
| 2014년 자세히 | 파푸아뉴기니   | 뉴질랜드       | (라운드 로빈) | 파푸아뉴기니   | 쿡 제도        | (라운드 로빈)          | 통가               |
| 2018년 자세히 | 누벨칼레도니   | 뉴질랜드       | 8 – 0         | 피지           | 파푸아뉴기니   | 7 – 1                  | 누벨칼레도니       |
| 2022년 자세히 | 피지           | 파푸아뉴기니   | 2 - 1         | 피지           | 솔로몬 제도    | 1(연장)1 6(승부차기)5  | 사모아             |

1 3, 4위전 경기가 악천후로 인해 취소됨에 따라 조별 리그 성적으로 순위가 결정되었다.